# 1404
1404 (MCDIV) var ett skottår som började en tisdag i den julianska kalendern.

## Händelser

### Maj
- 16 maj – Stillestånd sluts mellan drottning Margaretas trupper och Tyska ordens gotlandshär i Slite.
- 21 maj – Drottning Margaretas trupper sätter, i samband med striden mot Tyska orden, eld på Slite.[1]

### Juli
- 1 juli – Stillestånd sluts mellan de båda härarna i Visby. Detta avslutar kriget, men Gotland är fortfarande i Tyska ordens händer.

### Oktober
- 17 oktober – Sedan Bonifatius IX har avlidit den 1 oktober väljs Cosimo Gentile de' Migliorati till påve och tar namnet Innocentius VII.[2]

### Okänt datum
- Hertigen av Schleswig dör och hans änka ställer sig under Margaretas beskydd, varvid denna övertar större delen av hertigdömet Schleswig.
- Hövitsman Tord Röriksson (Bonde) inleder ett väpnat angrepp på Republiken Novgorod omedelbart efter att ett stillestånd har löpt ut.
- Familjen Grip säljer Gripsholm till Margareta.

## Födda
- 14 februari – Konstantin XI Palaiologos, den siste kejsaren av det bysantinska riket.
- 18 februari – Leon Battista Alberti, italiensk arkitekt, skulptör, guldsmed och konstteoretiker.
- Johanna Beaufort, drottning av Skottland 1424–1437 (gift med Jakob I) (född omkring detta år)

## Avlidna
- 27 april – Filip II, hertig av Burgund.
- 27 september – William av Wykeham, engelsk biskop.
- 1 oktober – Bonifatius IX, född Pietro Tomacelli, påve sedan 1389.
- Eleonora av Arborea, regerande domare av Arborea på Sardinien, som gett namnet åt Eleonorafalken.

### Fotnoter
1. ↑  ”Värmlands brandhistoriska klubb”. Arkiverad från originalet den 12 oktober 2011. https://www.webcitation.org/62NB7kO36?url=http://www.brandhistoriska.org/olyckor_se.html. Läst 25 mars 2011.
2. ↑  ”Roman Catholic Church” (på engelska). World Statesmen. http://www.worldstatesmen.org/Catholic.html. Läst 23 november 2012.